# Sossano
Sossano – miejscowość i gmina we Włoszech, w regionie Wenecja Euganejska, w prowincji Vicenza.
Według danych na rok 2004 gminę zamieszkiwały 4123 osoby, 206,2 os./km².